# Зиков Іван Кирилович
Зиков Іван Кирилович (нар. 10 жовтня 1920, Україна — 2 лютого 2015 року, Росія) — доктор технічних наук, професор, заслужений працівник вищої школи, почесний професор Військово-космічної Червонопрапорної академії імені О. Ф. Можайського, м. Санкт-Петербург.

## Життєпис
Народився 10 жовтня 1920 року в селі Баранівка Семенівського району (Чернігівська область) в багатодітній родині. Батьки займалися сільським господарством. У 1932 році, після народження брата Євгена, разом із батьками переїхав до Алтайського краю. Брат Зиков Євген Кирилович загинув у 1957 році в Антарктиді.
1934-1938 рр. — навчання в Бійському сільськогосподарському технікумі (Західний Сибір). У 1938 році після закінчення технікуму з відзнакою став курсантом Іркутського військового авіаційно-технічного училища.
Шлях військового технік-лейтенант Зиков Іван Кирилович розпочав у 1940 році на посаді молодшого авіатехніка 165-го резервного авіаційного полку в м. Іваново. З 1941 по 1944 рр. — авіаційний механік ескадрильї з підготовки кадрів, потім технік авіаційного загону м. Мари (Туркменія). З 1944 по 1946 роки — начальник відділу технічного забезпечення авіаполку (авіабаза Саваслейка, Нижегородська область). Після шести років служби в авіаційному полку приймає рішення отримати вищу військово-інженерну освіту.
1946-1947 рр. — слухач підготовчого курсу Військово-повітряної академії ім. О. Ф. Можайського. 1 вересня 1947 року капітан Зиков Іван Кирилович став слухачем першого курсу радіотехнічного факультету. У 1953 році з відзнакою закінчив академію, отримав диплом радіоінженера військово-повітряних сил, залишився в ад'юнктурі академії. Почав працювати на новоствореній кафедрі протиатомного захисту під керівництвом професора С. В. Стародубцева, який займався дослідженнями в галузі ядерної зброї.
1975-2013 рр. — завідувач кафедри фізики Військово-космічної академії, професор кафедри. Нагороджений знаками «Вища школа. За відмінні успіхи в роботі» (1975), «За освоєння космосу» (1997), «Заслужений працівник вищої школи РФ» (1999).
Зиков Іван Кирилович помер від хвороби на 95-му році життя в Санкт-Петербурзі, де й похований поряд із дружиною.

## Наукова діяльність
Із 1956 року почалася наукова діяльність підполковника Зикова Івана Кириловича: захистив кандидатську дисертацію, отримав посаду «старший викладач» на кафедрі протиатомного захисту. У 1957 році очолив кафедру захисту від зброї масового ураження.
1961 рік став особливим: академію відвідав головний конструктор вітчизняної ракетної техніки Корольов Сергій Павлович, який високо оцінив роботи, що проводилися в навчальному закладі.
У 1965 році полковник Зиков І. К. захистив докторську дисертацію й здобув науковий ступінь «доктор технічних наук». Готуючи матеріал докторської дисертації, брав участь в експериментальних дослідженнях на полігонах країни з питань повітряної радіаційної розвідки місцевості.
У 1967 році Зикову Івану Кириловичу присвоєно вчене звання «професор». Став членом наукової ради секції безпеки космічних польотів, якою керував космонавт Г. Т. Береговий, заслужений льотчик-випробувач СРСР, двічі Герой Радянського Союзу.
У 1983 році отримав патент на навчальний прилад з фізики SU 999085, який зареєстрований у базі патентів СРСР.

## Науковий доробок
Зиков Іван Кирилович — автор більше ніж 100 наукових робіт, із них:
- И. К. Зыков «Радиоактивные излучения ядерного взрыва» — Ленинград: ЛВИА им. А. Ф. Можайского, 1970.
- И. К. Зыков. «Современные направления радиационной защиты космических кораблей» — Ленинград: ЛВИА им. А. Ф. Можайского, 1973.
- И. К. Зыков, С. Б. Варющенко. «Ионизирующие излучения в авиационной и космической технике» — Москва: Атомиздат, 1975.

Досвід багаторічної педагогічної діяльності (65 років) почесного професора Військово-космічної академії Зикова Івана Кириловича знайшов відображення в його автобіографічних роботах «65 років учити й учитися», «Історичний нарис про кафедру фізики», «Забута фізика», «93 роки пошуків».